# 윌러드 디커맨 스트레이트
윌러드 디커맨 스트레이트(Willard Dickerman Straight, 1880–1918)는 미국 출신의 기자, 외교관 및 금융인이다. 1904년 러일전쟁 발발 당시에 로이터의 특파원으로 동아시아에 파견되어 한국과 인연을 맺었으며, 1905년 6월부터 12월까지 주한 미국공사관에서 부영사로 활동하였다. 1908년에 미국으로 돌아가 금융인으로 활동하다가 1918년에 스페인독감으로 인해 프랑스 파리에서 사망하였다.

## 생애
1880년 1월 31일 뉴욕주 오스위고에서 선교사의 아들로 태어나 어린시절 약 4년간 일본에서 체류했다. 그는 코넬대학교에서 건축학을 전공한 후,:16 청나라 해관(海關) 촉탁직원으로 사회에 첫 발을 내딛었는데, 이는 어린시절 일본에서 지내며 한자에 익숙했던 개인적 경험이 큰 역할을 하였다.
그는 1904년 러일전쟁이 발발하자 통신사 로이터의 특파원으로 일본과 한국, 중국 일대에 파견되었다. 전후 한국에 체류하며 1905년 6월에 주한 미국공사관 부영사(Vice Consul)로 착임되어 을사조약으로 주한 미국공사관이 폐쇄될 때까지 근무하였으며, 같은 해에 미국 대통령 시어도어 루즈벨트의 딸 앨리스 루즈벨트가 방한할 때 수행을 담당하였다. 1906년에는 중국 만주의 심양 주재 미국 총영사직(Consul General)으로 자리를 옮겼다. 이때에 그는 미국의 대중국 차관 정책을 주도하여 미국 달러 외교의 기틀을 마련했다.:173-174
1908년에 심양 총영사직을 그만두고 귀국한 뒤 금융인으로 활동하다 1911년에 미국의 명문가 휘트니 가문(Whitney family)의 도로시 페인 휘트니(Dorothy Payne Whitney, 1887–1968)와 결혼하였다. 1914년에는 그녀와 함께 진보주의적 경향의 잡지 뉴 리퍼블릭을 창간했으며, 1917년에 제1차 세계대전에 미군으로 참전하였다. 그러나 전쟁 중 1918년 12월 1일에 스페인독감으로 인해 프랑스 파리에서 사망하였다.:174

## 한국과의 관계
윌러드 스트레이트는 1905년 을사조약이 체결될 무렵 주한 미국공사관에 근무한 목격자로서 당시 한국 정세에 대해 미국 외교관의 시각에서 여러 귀중한 자료들을 남겼다. 한편으로 그는 기자이자 문인, 예술가로서 개인적으로도 여러 사진과 그림을 남겼는데, 그 중에는 그가 1904년에서 1905년 사이 한국에 체류할 무렵에 촬영한 여러 사진들이 포함되어 있다. 이 컬렉션은 1953년에 그의 모교 코넬대학교에 기증되었으며,:175 그 일부가 2015년에 서울역사박물관에서 전시 및 출판되었다.:17

## 같이 보기
- 주한 미국 대사관
- 달러 외교
- 앨리스 루즈벨트
- 뉴 리퍼블릭